# Spenglers aardschildpad
Spenglers aardschildpad (Geoemyda spengleri) is een schildpad uit de familie Geoemydidae. De soort werd voor het eerst wetenschappelijk beschreven door Johann Friedrich Gmelin in 1789. Oorspronkelijk werd de wetenschappelijke naam Testudo spengleri gebruikt. De soortaanduiding spengleri is een eerbetoon aan de Zwitserse concholoog Lorenz Spengler (1720 - 1807).

## Uiterlijke kenmerken
Het rugschild bereikt een lengte van maximaal dertien centimeter en is grijsbruin tot donkerbruin van kleur. Het schild is langwerpig van vorm, heeft een afgeplat midden en draagt drie duidelijke kielen waarvan de middelste het grootst is. De groeiringen die ontstaan bij de vervellingen geven de hoornplaten een ruw oppervlak. Het buikschild is donkerbruin tot zwart van kleur, de zijkanten zijn lichter tot geel. De huid van de kop is glad, de kleur van de kop is bruin met een gele streep achter het oog tot in de nek. De ledematen en staart zijn grijsbruin tot olijfkleurig bruin, op de dijen zijn bij de staart kleine uitsteekseltjes aanwezig.
Mannetjes zijn van vrouwtjes te onderscheiden door een langere en dikkere staart, mannetjes hebben daarnaast een soort kuil in het buikschild zodat ze makkelijker op het vrouwtje kunnen klimmen bij de paring. Ook de kleur ogen is anders; bij de man is het oog wit tot lichtgrijs, bij de vrouw geel tot roodachtig.

## Algemeen
Spenglers aardschildpad komt voor in delen van Azië en leeft in de landen China en Vietnam. Ook van Indonesië (Borneo en Sumatra) zijn meldingen bekend, maar deze berusten waarschijnlijk op vergissingen. De habitat bestaat uit de strooisellaag van de bodem van het bos. Het is een landbewonende soort die soms het water betreedt
Tot recentelijk werd de verwante en sterk gelijkende Japanse aardschildpad (Geoemyda japonica) als ondersoort beschouwd. Deze soort wordt met een maximale schildlengte van 16 centimeter groter en komt alleen voor op de Okinawa-eilanden van Japan.